# Mato Vodopić
Mato Vodopić (Dubrovnik, 13. prosinca 1816. – Dubrovnik, 13. ožujka 1893.) bio je prelat Katoličke Crkve koji je služio kao biskup dubrovački od 1882. do 1893. i trajni apostolski upravitelj trebinjsko-mrkanski od 1882. do 1890. godine. Uz to bavio se književnošću i prirodoslovljem.

## Životopis
Studirao je filozofiju i teologiju u Zadru. Bio je dubrovački biskup od 1882. do 1893. godine. Jedan je od prvih hrvatskih pripovjedača koji je tematski i stilski blizak realizmu. Djelovao je i kao amater prirodoslovac, prikupljajući narodna imena biljaka koje je slao B. Šuleku. Nakon 1849. godine kuća braće Pucić je postala središte okupljanja dubrovačke inteligencije, u kojoj su se često navraćali (osim braće Pucić i Mate Vodopić) Antun Kaznačić, Ivan August Kaznačić, Antun Pasko Kazali, Mato Natali, Pero Marinović, Ivo Vojnović, Frano Supilo i mnogi drugi.
Njegov prvi rad, roman Marija Konavoka pisan prema istinitom događaju, ostao je nedovršen, a objavljen je u dijelovima od 1863. Za ovaj roman je zanimljivo da su ga završili Niko Vodopić (Matov brat), Juraj Carić i Marcel Kušar. Njegov drugi rad, kratki roman, Tužna Jele je završen 1868. godine, i bio je iznimno popularan među Dubrovčanima i Konavljanima, mnogo puta se ovaj rad i igrao na sceni Dubrovačkih ljetnih igara. Treći njegov rad, nezavršen isto kao prvi, Na doborskijem razvalinam, objavljen je 1881. godine. 
Od 1878. do 1884. godine Mato Vodopić je pisao u časopisu Slovinac. Poznata mu je i knjiga Đenevrija, djelomično napisana i tiskana u časopisu Srđ. Kasnije je dubrovački književnik Ernest Katić nadopisao još četiri poglavlja.

## Djela
- "Marija Konavoka" - roman,
- "Tužna Jele" (1868.) - roman,
- "Robinjica" (1875.) - romantična poema.

### Knjige
- Gugić, Ivo. 1979. Dubrovnik: jedna vrata prema Zapadu. Vrelo života. Sarajevo.
- Šurmin, Đuro. 1896. Povijest književnosti hrvatske i srpske. Knjižara Lav Hartman. Zagreb.
- Vrankić, Petar. 1998. Religion und Politik in Bosnien und der Herzegowina (1878-1918). F. Schöningh. Paderborn.

### Journals
- Vučetić, Šime. 1973. Mato Vodopić. Pet stoljeća hrvatske književnosti. 35
- Vrankić, Petar. 2016. Izbori i imenovanja biskupa u Hercegovini u doba austro-ugarske vladavine (1878. - 1918.) na primjeru biskupa fra Paškala Buconjića. 2: 109–140 journal zahtijeva |journal= (pomoć)

| Titule u Katoličkoj Crkvi | Titule u Katoličkoj Crkvi                                    | Titule u Katoličkoj Crkvi  |
| ------------------------- | ------------------------------------------------------------ | -------------------------- |
| prethodnik Ivan Zaffron   | Biskup dubrovački 1882.–1893.                                | nasljednik Josip Marčelić  |
| prethodnik Ivan Zaffron   | Trajni apostolski upravitelj trebinjsko-mrkanski 1882.–1890. | nasljednik Paškal Buconjić |